# Caguabo
Caguabo es un barrio ubicado en el municipio de Añasco en el estado libre asociado de Puerto Rico. En el Censo de 2010 tenía una población de 847 habitantes y una densidad poblacional de 146,85 personas por km².

## Geografía
Caguabo se encuentra ubicado en las coordenadas 18°18′1″N 67°12′48″O / 18.30028, -67.21333. Según la Oficina del Censo de los Estados Unidos, Caguabo tiene una superficie total de 5.77 km², de la cual 3,68 km² corresponden a tierra firme y (36,19 %) 2,09 km² es agua.

## Demografía
Según el censo de 2010, había 847 personas residiendo en Caguabo. La densidad de población era de 146,85 hab./km². De los 847 habitantes, Caguabo estaba compuesto por el 83 % blancos, el 7,56 % eran afroamericanos, el 0,35 % eran asiáticos, el 5,08 % eran de otras razas y el 4,01 % eran de una mezcla de razas. Del total de la población el 96,93 % eran hispanos o latinos de cualquier raza.